# 猪苗代町体験交流館
猪苗代町体験交流館（いなわしろまちたいけんこうりゅうかん）は、福島県耶麻郡猪苗代町にある多目的ホール、研修室などの施設を備えた公共施設である。愛称は「学びいな」。2009年開館。管理は猪苗代町教育委員会。

## 建物
- 3階建て
- 多目的ホール（学びいなホール）の客席は1階370席と2階136席の合計506席である。また、1階客席部分は平土間形式にすることが可能である。
- 付属施設として、研修室ABCDE、和室研修室AB、調理研修室、休憩室、展示ホール、授乳室がある。研修室（5部屋）など。

## 講座
下記のような世代や目的に合わせた文化講座が開かれている。
- 成人教育講座
- 女性教育講座
- 高齢者教育講座
- 青少年教育講座
- 家庭教育講座

## 交通
- JR猪苗代駅から約3㎞。
- 猪苗代磐梯高原インターチェンジから4.9㎞。

## 利用案内
- 平日：午前9時から午後9時
- 日曜・休日：午前9時から午後9時
- 休館日：12月28日から1月4日